# San Juan Ocotitla
San Juan Ocotitla är en ort i Mexiko.   Den ligger i kommunen Atltzayanca och delstaten Tlaxcala, i den sydöstra delen av landet, 130 km öster om huvudstaden Mexico City. San Juan Ocotitla ligger 2 803 meter över havet och antalet invånare är 301.
Terrängen runt San Juan Ocotitla är huvudsakligen kuperad, men åt sydost är den platt. Runt San Juan Ocotitla är det ganska tätbefolkat, med 248 invånare per kvadratkilometer. Närmaste större samhälle är Huamantla, 15,9 km söder om San Juan Ocotitla. Trakten runt San Juan Ocotitla består till största delen av jordbruksmark.